# Мошико
Мошико (порт. Moxico) - найбільша за площею провінція Анголи. Її площа становить 223 023 км ², населення 471 000 осіб (2005 рік). Центром провінції є місто Луена.
У Мошико розташовувалися основні бази УНІТА. Мошико - батьківщина лідера повстанського угруповання УНІТА Жонаса Савімбі, який був убитий в 2002 році, що зумовило кінець громадянської війни в Анголі, яка тривала більш ніж чверть століття. Тіло Савімбі було поховане в селі Лукуссе, близько 1000 кілометрів (620 миль) на південний схід від столиці країни, Луанди, під деревом, де він був убитий.
Провінція межує на сході з Замбією і Демократичною Республікою Конго. На південь від Мошико розташовується провінція Квандо-Кубанго, на заході — Біє, на півночі— Південна Лунда.
Муніципалітети (порт. município) Мошико:
- Алто-Замбезе
- Бундас
- Каманонгу
- Камейа
- Леуа
- Луау
- Луакано
- Лучазес
- Мошико

Унікальність провінції полягає також у тому, що там проживає понад 10 тисяч іспаномовних жителів (близько 4,34% населення провінції), що пов'язано з тривалою присутністю кубинських військ під час громадянської війни (1975-2002 рр).
Також у Мошико розташований Національний парк Камейа у муніципалітеті Камейа.